# Registrované partnerství ve Spojeném království
Registrované partnerství ve Spojeném království je právní instituce upravená Zákonem o registrovaném partnerství z roku 2004, který garantuje párům stejného pohlaví určitá práva a povinnosti vyplývající z civilního sňatku. Registrovaní partneři mají stejná majetková práva jako manželé, včetně osvobození od dědické daně, rovného přístupu k sociálnímu zabezpečení a důchodovým benefitům, jakož i rodičovské odpovědnosti k dítěti partnera , včetně povinnosti se přiměřeným způsobem podílet na jeho výchově, právu stavby, životnímu pojištění, statusu blízké osoby při návštěvě v nemocnici atd. Rozvod partnerství je pouze formálním procesem.
Manželský zákon z roku 2013 umožnil homosexuálním párům v Anglii a Walesu vstupovat do manželství od března 2014 s tím, že stávající registrovaná partnerství zůstanou i nadále platná. Později se v roce 2014 umožnilo přeměnit status existujícího registrovaného partnerství na manželství. Obdobný zákon o manželství a registrovaném partnerství ve Skotsku z roku 2014 tuto možnost neobsahuje, ale počítá s ní, neboť umožňuje registrovaným partnerům vstup do manželství bez nutnosti předešlého rozvodu partnerství.
Fakt, že je registrované partnerství od prosince 2014 nepřístupné heterosexuálním párům, vyvolal ve Spojeném království vlnu rozporů. Z tohoto důvodu začaly od února 2018 britská a skotská vláda přezkoumávat stávající zákon o registrovaném partnerství a možnost jeho zpřístupnění heterosexuálním párům, které zatím mohou uzavřít pouze manželství.

## Právní aspekty
Registrované partnerství je trvalým svazkem dvou osob stejného pohlaví, který vzniká registrací před orgánem veřejné moci, a končí buď smrtí, rozvodem nebo prohlášením za neplatné. Část 2 je účinná pro Anglii a Wales, Část 3 pro Skotsko a Část 4 pro Severní Irsko.

### Vznik a registrace
Registrované partnerství vzniká svobodným projevem vůle obou jedinců, kteří se zapíší do listiny registrovaného partnerství v přítomnosti matrikáře a dvou svědků.
Při standardním procesu musejí obvykle obě strany ještě před registrací uvědomit příslušný orgán. Oba partneři musí zároveň mít trvalé bydliště v té zemi Spojeného království, v níž se chtějí registrovat. Anglie a Wales a Severní Irsko odpovídají na podanou žádost o registraci v nejkratší době 7 dní, ve většině případů však do 15 dnů. Registrované partnerství ve Walesu (velšsky: Partneriath Sifil) může být buď vedené v angličtině, anebo ve velštině, ovládají-li jej oba partneři, matrikář a svědci. Listina registrovaných partnerství vedená ve Walesu má jak svojí velšskou, tak i anglickou verzi, bez ohledu na to, v jakém jazyce bylo které partnerství uzavřené.
Ve Skotsku není trvalé bydliště podmínkou k uzavření platného partnerství. V průběhu čekací lhůty je uzavřené partnerství zveřejněno s tím, že každý má právo vznést formální námitku. Je-li námitka vznesená, nemůže být registrované partnerství uzavřeno, dokud nedojde k jejímu vyvrácení, anebo orgán veřejné moci dojde k závěru, že se nejedná o překážku v uzavření registrovaného partnerství. Nejsou-li žádné námitky nebo jiné překážky, jsou příslušné orgány povinné registrované partnerství uzavřít na žádost obou stran po vypršení čekací lhůty. Registrované partnerství musí být zaznamenáno do 12 měsíců od podání první žádosti.
Specifika v registraci se uplatňují u několika mála zvláštních situací, například u osob vykonávajících trest domácího vězení, zadržených osob a těch, kteří jsou vážně nemocní, případně v ohrožení smrtí.

#### Způsobilost
Základní podmínkou vstupu do registrovaného partnerství je stejné pohlaví obou partnerů a dosažení věku nejméně 16 let. Osoby mladší 18 let potřebují obvykle souhlas zákonných zástupců, vyjma Skotska. Kromě toho se nesmí partneři nacházet v zákonem vyjmenovaných situacích specifikovaných částí 1 odstavci 1, paragrafech 1 a 2 (paragraf 3 se nikdy neuplatňoval  z důvodu rozhodnutí Evropského soudu pro lidská práva ve věci obdobných ustanoveních pro manželství). Trvající manželství nebo registrované partnerství je taktéž překážkou v uzavření partnerství.
Registrované partnerství může být uzavřené i na půdě britských velvyslanectví a konzulárních oddělení, dovolují-li to zákony příslušné země. Od října 2009 obdržela britská ambasáda ve Francii 28 žádostí o registraci. Při takovýchto příležitostech musí být alespoň jeden z partnerů britským občanem. Páry ze zámoří, kteří chtějí registrovat své partnerství ve Spojeném království, se do něj musí přestěhovat do 7 dní před podáním žádosti o registraci a s 15denním čekáním před uzavřením.

#### Současný rozvoj
Při příležitosti uzavírání registrovaného partnerství je zakázáno používat náboženské texty, hudbu a symboly. Je taktéž nemožné provádět takové obřady v církevních institucích. 17. února 2011 oznámila britská vláda, že v důsledku přijetí Zákona o rovnosti (Equality Act) 2010 by se měla v Anglii a Walesu přijmout určitá opatření a zrušit některá omezení, ačkoliv by orgány církve neměly být nuceny k provádění obřadů registrovaného partnerství. Toto bylo implementováno novelou zákona o manželství a registrovaném partnerství The Marriages and Civil Partnerships (Approved Premises) (Amendment) Regulations 2011. 26. září 2011 publikovala Home Office následující prohlášení na svých webových stránkách:

Veřejná diskuse na téma zpřístupnění občanských sňatků pro páry stejného pohlaví započne v březnu 2012," oznamuje dnes vláda.
Jakožto součást komise pro zrovnoprávnění leseb, gayů, bisexuálů a translidí oznámila vláda v únoru tohoto roku svůj záměr zabývat se otázkou rovného přístupu k občanským sňatkům. Ministryně pro rovné zacházení Lynne Featherstoneová řekla:
"S potěšením oznamuji, že se vláda v nejbližších letech začne zabývat otázkou zpřístupnění občanských sňatků pro páry stejného pohlaví. Toto nás opravňuje ještě před koncem tohoto volebního období učinit několik legislativních změn. Budeme úzce spolupracovat s těmi, kteří mají o tuto záležitost zájem, rozumějí ji a dokážou ji uspokojivě obhájit při veřejné diskusi."

Diskuse se omezí pouze na občanské sňatky pro homosexuální páry - nikoli na církevní.

Otázka odstranění určitých omezení v registrovaném partnerství a manželství se stala předmětem diskusí i v zákonodárných orgánech dalších zemí skotském parlamentu a Shromádění Severního Irska. Od září do prosince 2011 vedla skotská vláda debatu na téma odstranění náboženských omezení v registrovaném partnerství a legalizace stejnopohlavního manželství v zemi. V předmluvě konzultačního dokumentu prohlásila první náměstkyně ministra Nicola Sturgeonová:
"Skotska vláda je už na začátku této diskuse schopná zaujmout jasné stanovisko. V otázce uzavírání registrovaného partnerství před Bohem se přikláníme k tomu, že by nemělo být znepřístupněno stejnopohlavním párům. Pokud jde o stejnopohlavní manželství, tak by stejnopohlavní páry měly mít taktéž svobodu volby, zda do něj chtějí vstoupit, pokud chtějí takto demonstrovat své soužití před okolím. Zastáváme taktéž názor, že by žádný orgán církve neměl být nucen k uskutečňování obřadů stejnopohlavního manželství nebo registrovaného partnerství na své půdě.
Na rozdíl od podobné debaty v Anglii a Walesu, která začala v březnu 2012, se Skotsko zabývalo otázkou stejnopohlavního manželství v náboženském kontextu. 10. prosince 2011 informoval týdeník The Scotsman o 50 tisících obdržených odpovědích a o vyjádření vládního mluvčího, že analýza bude publikována na jaře roku 2012. Navzdory přijetí zákona legalizujícího stejnopohlavní manželství skotským parlamentem v únoru 2014 se skotská vláda taktéž rozhodovala o zpřístupnění registrovaného partnerství heterosexuálním párům. Další aspekty skotského zákona o manželství a registrovaném partnerství (Marriage and Civil Partnership (Scotland)) z roku 2014 legalizující stejnopohlavní manželství a měnící registrované partnerství zahrnují:
- Náboženské a církevní obce jsou oprávněné se samy rozhodnout, zda se na jejich půdě budou uskutečňovat obřady stejnopohlavního manželství nebo registrovaného partnerství z důvodu vzrůstajících obav o zachování náboženských svobod při nuceném oddávání nebo registrování homosexuálních svazků
- Registrované partnerství lze uzavírat i před orgány církve

#### Zákona o změně pohlaví
Zákon o změně pohlaví (Gender Recognition Act) přijatý v roce 2004 umožňuje translidem změnit své úřední pohlaví. Před uskutečněním tohoto procesu musí být jejich manželství rozvedeno, z čehož vystávají určitá dilema pro manželské páry, které spolu chtějí zůstávat i nadále navzdory změně pohlaví svého protějšku. Podle zvláštního ustanovení zákona o registrovaném partnerství mohou takové páry své manželství změnit na partnerství a ihned v den rozvodu jej uzavřít.

#### Zámořské svazky
Registrace stejnopohlavního páru jakožto zámořského svazku je specifikovaná v odstavci 20 zákona o registrovaném partnerství, anebo musí splňovat určité obecné podmínky, které mu dávají možnost nést status registrovaného partnerství. Ty jsou blíže uvedeny v sekci 212 a sekcích 215-218 zákona.
U zámořských svazků musí být splněny obecné podmínky jmenované zákonem té země nebo teritoria, ve kterých se uskutečňují:
- výlučnost charakteru (zákon nesmí umožňovat osobě být v registrovaném nebo manželském svazku s více než jednou osobou);
- neurčitost v trvání (toto vylučuje případy, kdy se obě strany rozhodnou, že jejich svazek bude mít časově vymezené trvání); a
- platnost svazku (toto vylučuje případy, kdy nemají místní orgány pravomoc podle státního/provinciálního nebo národního práva).

### Právní následky

#### Majetkový a finanční režim
Pozice registrovaného partnerství je ve finančním uspořádání totožná s manželstvím. Například sekce 11 zákona o majetkových právech vdaných žen (Married Women's Property Act) 1882 je aplikovaná i na registrovaném partnerství; tedy pojistné plnění pozůstalého partnera není v souladu s politikou životního pojištění předmětem dědictví po zůstaviteli.
Zákony týkající se vůlí, správy majetku a rodiny jsou taktéž aplikovány na registrované partnerství stejně jako na manželství; jedná se o finanční úlevy podle části druhé zákona o záležitostech manželských (Matrimonial Causes Act 1973) (MCA) a zákona o domácích a smírčích řízeních (Domestic Proceedings and Magistrates' Court Act 1978), jíž se řídí i registrované partnerství. Daňové úlevy pro manžele podle s.18 zákona o dani dědické (Inheritance Tax Act 1984) se týkají i registrovaného partnerství podle ujednání zákona o registrovaném partnerství (Civil Partnership Act 2004). Ve Skotsku se staletý systém minima práv k předmětu dědictví pro ovdovělého manžela aplikuje i na registrované partnerství podle sekce 131 zákona. 
V případě sporu mezi registrovanými partnery ve věci majetku se může jeden z páru obrátit na příslušný soud, který pak následně vynese rozsudek, jehož součástí může být i příkaz k prodeji. Vyživovací povinnost mezi partnery a právo podílet se vzájemně na životní úrovni se přiznává pouze v případě, kdy je k tomu shledán důvod, a kdy má k tomu dotyčný partner dostatečné prostředky.

#### Děti
V případě rozvodu, zneplatnění nebo jakékoli rozluky partnerství, u nichž se řeší záležitost dětí v rodině, se musí soud rozhodnout, zda je v souladu se zákonem o dětech (Children Act) 1989 příslušný. Sekce 75 znovelizovala definici termínu 'dítě v rodině'.
Jiné novely byly přijaty pro zrovnoprávnění postavení registrovaných partnerů s manžely. Registrované partnerství garantuje osobám žijícím výkon rodičovské zodpovědnosti ke svému nevlastnímu dítěti prostřednictvím sekce 75 zákona. Kromě tohoto obsahuje i ustanovení i právu na styk. I vyživovací povinnost k dítěti podle plánu 1 z r. 1989 je rozšířená na registrované partnery. Adopční zákony zacházejí s registrovaným partnerstvím stejně jako s manželstvím v celé Británii, ačkoliv od nich 18. listopadu 2011 upustilo Severní Irsko. Severoirské zákony se v důsledku toho staly předmětem soudního přezkumu v prosinci 2011.

#### Další ustanovení
Zákon změnil i další zákony ve snaze zrovnoprávnit pozici registrovaného partnerství. Týká se to také bydlení, nájmu a zákona o tragických nehodách (Fatal Accident Act 1976). Znovelizovány byly i aplikovatelné části zákona o rodině (Family Law Act).

## První registrované partnerství
První registrované partnerství podle nově přijaté legislativy uzavřeli dne 5. prosince 2005 v 11,00 hod. dopoledne Matthew Roche a Christopher Cramp v Hospicu Svatého Barnabáše ve Worthingu, Západním Sussexu. Kvůli dlouhé a těžké nemoci Matthewa Rocheho bylo od zákonné 15denní čekací lhůty upuštěno. Roche pak následující den zemřel. Registrované partnerství uzavřené v klasické čekací lhůtě se uskutečnilo 19. prosince 2005 v Belfastu.
Ve Velké Británii se oficiálně první registrovaná partnerství mohla v souladu s čekací lhůtou uzavírat 21. prosince, ale díky rozdílnému výkladu legislativy se první uskutečnilo 20. prosince ve Skotsku. První registrovaná partnerství v Anglii a Walesu se pak uzavřela 21. prosince 2005 ve Westminsteru, Hampshiru, Kensingtonu a Chelsea, Hammersmithu a Fulhamu a Brightonu a Hovu s rekordním počtem.

## Odlišnosti od manželství
Manželství a registrované partnerství si jsou velmi podobny a liší se jenom v některých technických detailech: Sexuálně přenosná nemoc je důvodem k rozvodu manželství, ale ne registrovaného partnerství; nevěra je taktéž důvodem k rozvodu manželství, ale ne registrovaného partnerství; v manželství se mluví o manželce (wife) a manželovi (husband), kdežto v registrovaném partnerství se používá pouze termín partneři. Co se týče důchodů, neplatnosti a rozvodu, tak se od sebe oba instituty vesměs neliší.

## Anglikánská církev
Jakožto státní církev diskutovali Anglikáni o pokynech pro své duchovní ve vztahu k registrovanému partnerství. Podle nich nepovažuje Dům biskupů vstup do registrovaného partnerství za nekompatibilní se svatými příkazy, čímž všechny své duchovní ubezpečili v tom, že o svůj biskupský řád nepřijdou, protože jejich registrované partnerství je plně konzistentní s výkonem funkce klerikála. Dům biskupů došel k závěru, že vylučovat ze svých řad ty, kteří se rozhodnout uzavřít registrované partnerství, by bylo v rozporu s učením církve, a že by to znamenalo i vážný sociální problém.
V roce 2010 se Generální synoda rozhodla rozšířit penzijní a zaměstnanecké benefity na klerikály žijící v registrovaném partnerství. V roce 2013 rozhodla církev, že kněží žijící v registrovaném partnerství se mohou stát biskupy. V odůvodnění podpory takových partnerství církev uvedla, že uznává homosexuální vztahy, protože často ztělesňují věrnost a vzájemnou lásku, což je křesťanská hodnota hodná společenského i právního uznání.

## Statistiky
Od prosince 2005 do prosince 2006 uzavřelo registrované partnerství 18 059 párů. V následujících letech se to mělo následovně: 8 728 v roce 2007, 7 169 v r. 2008, 6 281 v r. 2009 , 6 385 v r. 2010 a 6 795 v r. 2011 (až 6,4 %).
Rozvody/rušení partnerství mezi ženami činily tou dobou v roce 2011 64,6 %, což v porovnání s 50,7 % rozvody mužských partnerství v tom samém roce a 51,2 % mírou rozvodovosti mezi ženami v roce 2011 ukazuje, že partnerství uzavřená mezi ženami mají celkově nižší míru stability, než mezi muži. Na druhou stranu je nutné vzít v potaz také to, že zájem o registrované partnerství byl ze strany mužských párů větší před r. 2007, a pak se začal postupně snižovat. Koncem roku uzavřelo registrované partnerství celkem 53 417 párů, což znamená, že 106 834 osob žije v registrovaném partnerství, což o pětinásobek převýšilo odhady labouristické vlády v r. 2004, která počítala s tím, že do roku 2010 uzavře registrované partnerství 11 000 párů, a tím pádem 22 000 osob.
Do roku 2009 uzavřelo 487 párů v různých 20 zemích registrované partnerství na půdách britských konzulárních úřadů. Šest z těchto zemí legalizovalo stejnopohlavní manželství, registrované partnerství nebo podobný právní institut. Britské ambasády ve více než devíti zemích jsou oprávněny registrovat stejnopohlavní páry na své půdě v souladu s tímto zákonem, ale ne na všech bylo tohoto právo ještě využito.

## Zámořská území Spojeného království
Většina Zámořských území Spojeného království zatím neindikovala plány přijmout zákon o registrovaném partnerství. Britské korunní závislé území Jersey registrované partnerství přijalo. Od roku 2016 je občanský sňatek i registrované partnerství přístupný jak heterosexuálním, tak i homosexuálním párům na Falklandách, Manu a Gibraltaru.
V roce 2008 se zákonodárné shromáždění Kajmanských ostrovů rozhodlo přijmout zákonnou definici manželství jako svazku muže a ženy, čímž signalizovalo své odmítání registrovaného partnerství. Vláda Jejího veličenstva se k tomu vyjádřila tak, že nemá dostatečné pravomoci k tomu, aby Kajmanské ostrovy donutila uznávat registrované partnerství.